# Bernard Pardo
Pour les articles homonymes, voir Pardo.
Bernard Pardo est un footballeur français né le 19 décembre 1960 à Gardanne dans le département des Bouches-du-Rhône, est un footballeur international français évoluant au poste de milieu de terrain défensif.
Après des débuts à l'AS Gardanne, il évolue notamment à l'US Boulogne, au Stade Brestois, au Sporting Toulon, aux Girondins de Bordeaux et à l'Olympique de Marseille avec lequel il remporte avec le titre de champion de France en 1991 et est finaliste de la Coupe d'Europe des Clubs Champions en 1991. Il termine sa carrière professionnelle au Paris SG en 1992.

## Biographie
Bernard Pardo commence le football au sein de l'AS Gardanne, club où son père a également joué. Il est rapidement surclassé dans les catégories d'âge supérieures et joue milieu offensif "voire attaquant". En 1977-1978, il participe à l’accession du club gardannais à la division 4. En fin de saison, Daniel Langrand, l'entraîneur de l'US Boulogne-sur-mer, club de division 2, lui propose de venir faire un essai dans son club accompagné de Guy Hrasko. L'essai se révèle concluant et il s'engage avec le club boulonnais. Il s'impose au milieu de terrain et dispute 33 des 34 rencontres du championnat. Le club ne peut cependant éviter la relégation en fin de saison en ne terminant seizième et premier relégable du groupe B et perd ainsi son statut professionnel. Bernard Pardo rejoint l'année suivante le Lille OSC en tant que stagiaire. Selon ses dires, c'est à Lille qu'il "rentre vraiment dans le gros du football". Il s'installe dans un appartement avec René Marsiglia, lui aussi en provenance de Boulogne.  Arnaud Dos Santos et Didier Simon étant les milieux défensifs de l'équipe, il ne dispute que deux rencontres lors de cette saison. Son premier match en division 1 a lieu le 21 novembre 1979, lors de la 17e journée, face au Stade brestois. Le match se termine sur un match nul un but partout. 
En fin de saison, sollicité assez rapidement par Alain de Martigny, il quitte le club nordiste et s'engage toujours comme stagiaire au Stade Brestois. Le club termine premier du groupe B de division 2 et retrouve ainsi la première division. Pardo et ses coéquipiers remportent également le titre de champion de Division 2 face au Montpellier PSC sur le score de cinq buts à deux sur les deux rencontres. Il signe alors son premier contrat professionnel. Milieu de terrain travailleur et repositionné en numéro 6 par de Martigny, il devient une des pièces essentielles du club brestois où il reste cinq ans. En fin de contrat avec les Brestois, Il rejoint l'AS Saint-Étienne et malgré une blessure à l'intersaison qui le prive d'une quinzaine de matches, il contribue à la remontée en Division 1.
Il signe ensuite au Sporting Toulon en 1986. Ses résultats avec le club toulonnais lui valent d'être appelé en équipe de France olympique en février 1987. Il dispute trois rencontres sous le maillot bleu dont deux qualificatives pour les jeux olympiques. Pardo pense avoir été évincé de l'aventure de l'équipe olympique à Los Angeles en tant que victime collatérale des mauvaises relations entre le sélectionneur Henri Michel et son entraîneur à Toulon, Rolland Courbis.  En 1987-88, le Sporting termine cinquième du championnat et Bernard Pardo reçoit l'Étoile d'or France Football récompensant le joueur le plus régulier de la saison. Ses bonnes performances sont remarquées par Henri Michel, le sélectionneur de l'équipe de France, et le 18 novembre 1987, il est appelé chez les « Bleus ». Il assiste du banc de touche à la défaite un but à zéro des Français face aux Allemands de l'Est. Sa seconde convocation en équipe de France intervient la saison suivante et, le 24 août 1988, il fait ses débuts en Bleu face à la Tchécoslovaquie au poste de milieu défensif gauche. La rencontre se termine sur un match nul un but partout. Bernard Pardo rejoint ensuite les Girondins de Bordeaux avec lesquels il termine vice-champion de France en 1990. Michel Platini, le nouveau sélectionneur de l'équipe de France, le rappelle chez les Bleus et en fait son relais sur le terrain. Il dispute alors douze matchs de suite en tant que titulaire au poste de milieu défensif récupérateur. Il remporte avec les Bleus le tournoi du Koweït et devient capitaine de l'équipe face à la Hongrie, le 28 mars 1990.
Son statut d'international lui vaut d'être recruté par l'Olympique de Marseille de Bernard Tapie. Titulaire tout le long de la saison, il est victime, en mars 1991, juste avant le quart de finale retour contre le Milan AC en Coupe des clubs champions 1990-1991 d'une rupture des ligaments croisés du genou lors d'un entraînement. A la demande de Bernard Tapie qui pense pouvoir atténuer la blessure à l'aide d'une genouillère de football américain, il attend la fin de la saison pour se faire opérer et assiste en spectateur à la finale de la Coupe des clubs champions contre l'Étoile rouge de Belgrade  ainsi qu'à celle de la Coupe de France contre l'AS Monaco. À l'issue de la saison, l’Olympique du Marseille l'échange, ainsi que Bruno Germain et Laurent Fournier, contre le joueur du Paris Saint-Germain Jocelyn Angloma. Arrivé blessé, il n'entre pas dans l'équipe type d'Artur Jorge et ne dispute que six matches durant toute la saison perdant ainsi sa place en équipe de France avec laquelle il aura fini invaincu en 13 sélections. Son absence à l'Euro 1992 se ressent dans le groupe de Michel Platini dont l'influence s'étiole sans son porte-voix.
À 32 ans, Bernard rejoint alors le Sporting de Toulon, en tant qu'amateur et dispute douze matchs avec la réserve. Sa carrière s'arrête cependant brusquement en cours de saison. Soupçonné de trafic de cocaïne, il est inculpé et effectue six mois de prison préventive. Libéré, il est ensuite acquitté de toutes les charges en 1997. En 1998, Il connaît de graves problèmes physiques et doit subir une transplantation cardiaque. Il effectue sa convalescence à Gardanne où, en 1999, il achète un café en compagnie de son frère.
Il revient dans le milieu du football en 2004 en devenant adjoint de Bernard Casoni, nommé à la tête de l'équipe d'Arménie pour les éliminatoires du championnat d'Europe. Cette expérience dure jusqu'en avril 2005 et le renvoi de Casoni pour résultats insuffisants. Bernard Pardo est depuis 2008 conseiller municipal de la commune de Gardanne où il a pour délégation le développement commercial, l'animation du centre ville et les foires et marchés. Il est également consultant pour OM TV.
Il joue son propre rôle dans la comédie Classico, réalisée en 2022,

## Statistiques
Le tableau ci-dessous résume les statistiques en match officiel de Bernard Pardo durant sa carrière de joueur professionnel,.
| Saison      | Club                   | Pays   | Championnat | Championnat | Championnat | Coupes nationales | Coupes nationales | Coupe d'Europe | Coupe d'Europe | Coupe d'Europe | Sélection | Sélection |
| Saison      | Club                   | Pays   | Division    | Matchs      | Buts        | Matchs            | Buts              | Type           | Matchs         | Buts           | Matchs    | Buts      |
| ----------- | ---------------------- | ------ | ----------- | ----------- | ----------- | ----------------- | ----------------- | -------------- | -------------- | -------------- | --------- | --------- |
| 1978 - 1979 | US Boulogne            | France | Division 2  | 33          | 4           | 1                 | 0                 | -              | -              | -              | -         | -         |
| 1979 - 1980 | Lille OSC              | France | Division 1  | 2           | 0           | -                 | -                 | -              | -              | -              | -         | -         |
| 1980 - 1981 | Stade brestois         | France | Division 2  | 32          | 3           | 2                 | 0                 | -              | -              | -              | -         | -         |
| 1981 - 1982 | Stade brestois         | France | Division 1  | 36          | 2           | 5                 | 0                 | -              | -              | -              | -         | -         |
| 1982 - 1983 | Stade brestois         | France | Division 1  | 38          | 1           | 7                 | 0                 | -              | -              | -              | -         | -         |
| 1983 - 1984 | Stade brestois         | France | Division 1  | 36          | 2           | 1                 | 0                 | -              | -              | -              | -         | -         |
| 1984 - 1985 | Stade brestois         | France | Division 1  | 32          | 5           | 3                 | 0                 | -              | -              | -              | -         | -         |
| 1985 - 1986 | AS Saint-Étienne       | France | Division 2  | 18          | 2           | 2                 | 0                 | -              | -              | -              | -         | -         |
| 1986 - 1987 | Sporting Toulon        | France | Division 1  | 38          | 1           | -                 | -                 | -              | -              | -              | -         | -         |
| 1987 - 1988 | Sporting Toulon        | France | Division 1  | 37          | 5           | 2                 | 1                 | -              | -              | -              | -         | -         |
| 1988 - 1989 | Sporting Toulon        | France | Division 1  | 36          | 0           | 5                 | 1                 | -              | -              | -              | 1         | 0         |
| 1989 - 1990 | Girondins de Bordeaux  | France | Division 1  | 37          | 1           | 4                 | 1                 | -              | -              | -              | 8         | 0         |
| 1990 - 1991 | Olympique de Marseille | France | Division 1  | 26          | 1           | 1                 | 0                 | C1             | 4              | 0              | 4         | 0         |
| 1991 - 1992 | Paris SG               | France | Division 1  | 6           | 0           | -                 | -                 | -              | -              | -              | -         | -         |
| Total       | Total                  | Total  | Total       | 407         | 27          | 33                | 3                 | -              | 4              | 0              | 13        | 0         |

## Palmarès

### En club
- avec le Stade brestois
  - Champion de France de Division 2 en 1981

- avec l'AS Saint-Étienne
  - Vice-champion de France de Division 2 en 1986

- avec les Girondins de Bordeaux
  - Vice-champion de France en 1990 avec les Girondins de Bordeaux[25]

- avec l'Olympique de Marseille
  - Champion de France en 1991
  - Finaliste de la Coupe d'Europe des Clubs Champions en 1991

### En équipe de France
- 13 sélections entre 1988 et 1991 (10 victoires, 3 nuls)[25]
- Vainqueur du tournoi du Koweït en 1990

## Distinction et records
- Étoile d'or France Football en 1988
- Membre de l'équipe de l'année World Soccer Awards avec l'équipe de France en 1991
- Membre de l'équipe européenne de l'année France Football avec l'équipe de France en 1991
- Membre du club de l’année France Football en 1991 avec l'Olympique de Marseille
- Fait partie de l'équipe de France qui dispute 19 matchs sans défaite (entre mars 1989 et le 19 février 1992)
- Fait partie de l'équipe de France qui remporte tous les matchs des Éliminatoires du Championnat d'Europe de football 1992 (une première en Europe)

## Filmographie
- 2022 : Classico de Nathanaël Guedj et Adrien Piquet-Gauthier : lui-même